# Camussa (color)

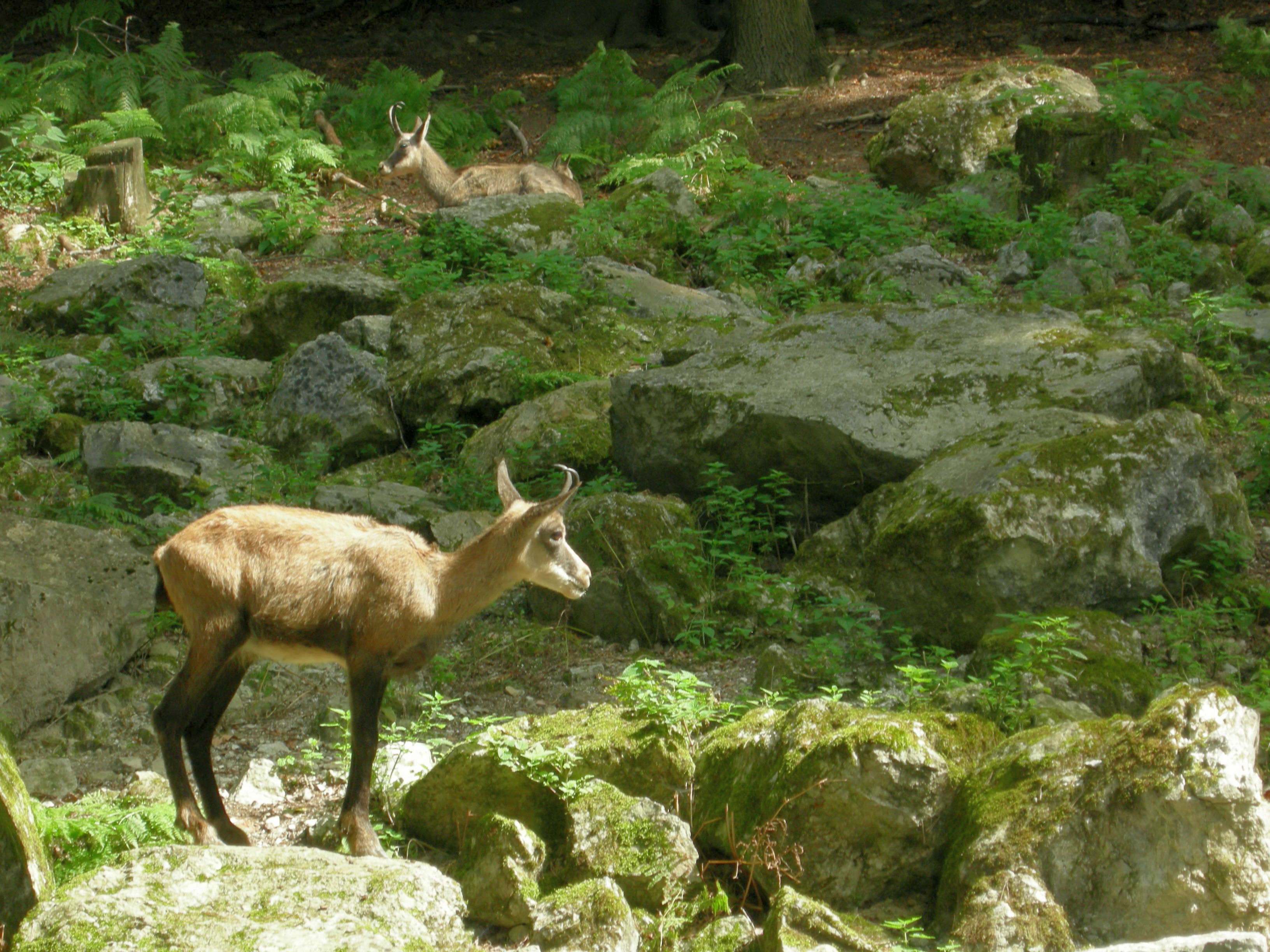
Camussa o isard.

Camussa és un color amb una gradació molt clara de groc-marró com el del pèl de l'animal anomenat camussa o isard. També és el de la pell de búfal, animal del qual aquest color pren el nom en anglès: buff color.
Una mostra del color camussa:

## Localització i usos
- Camussa és el color d'algunes aus.

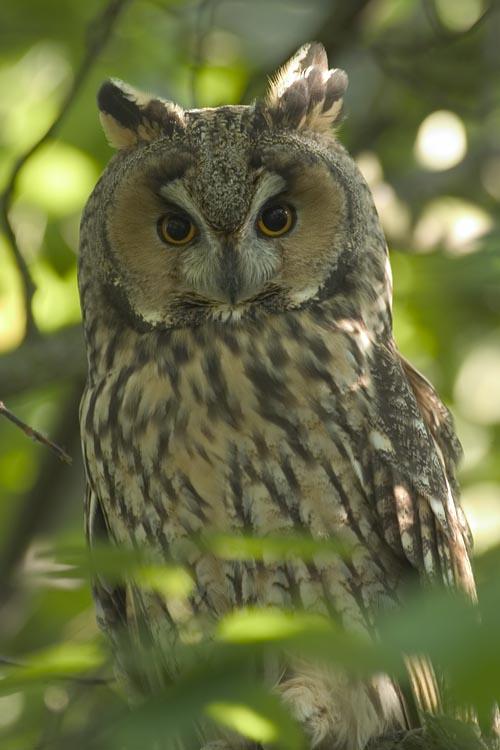
Bubo virginianus.
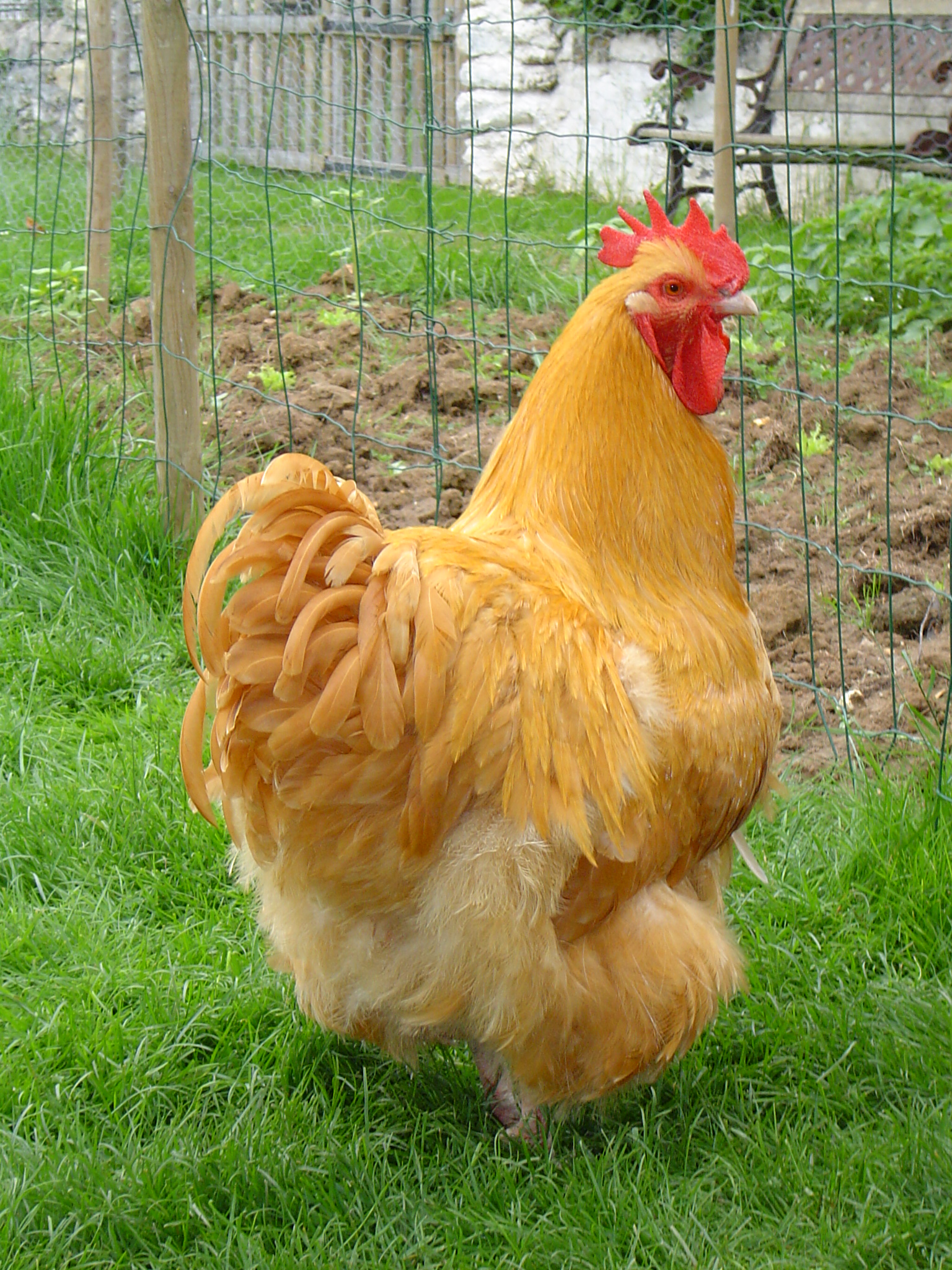
Pollastre orpington.
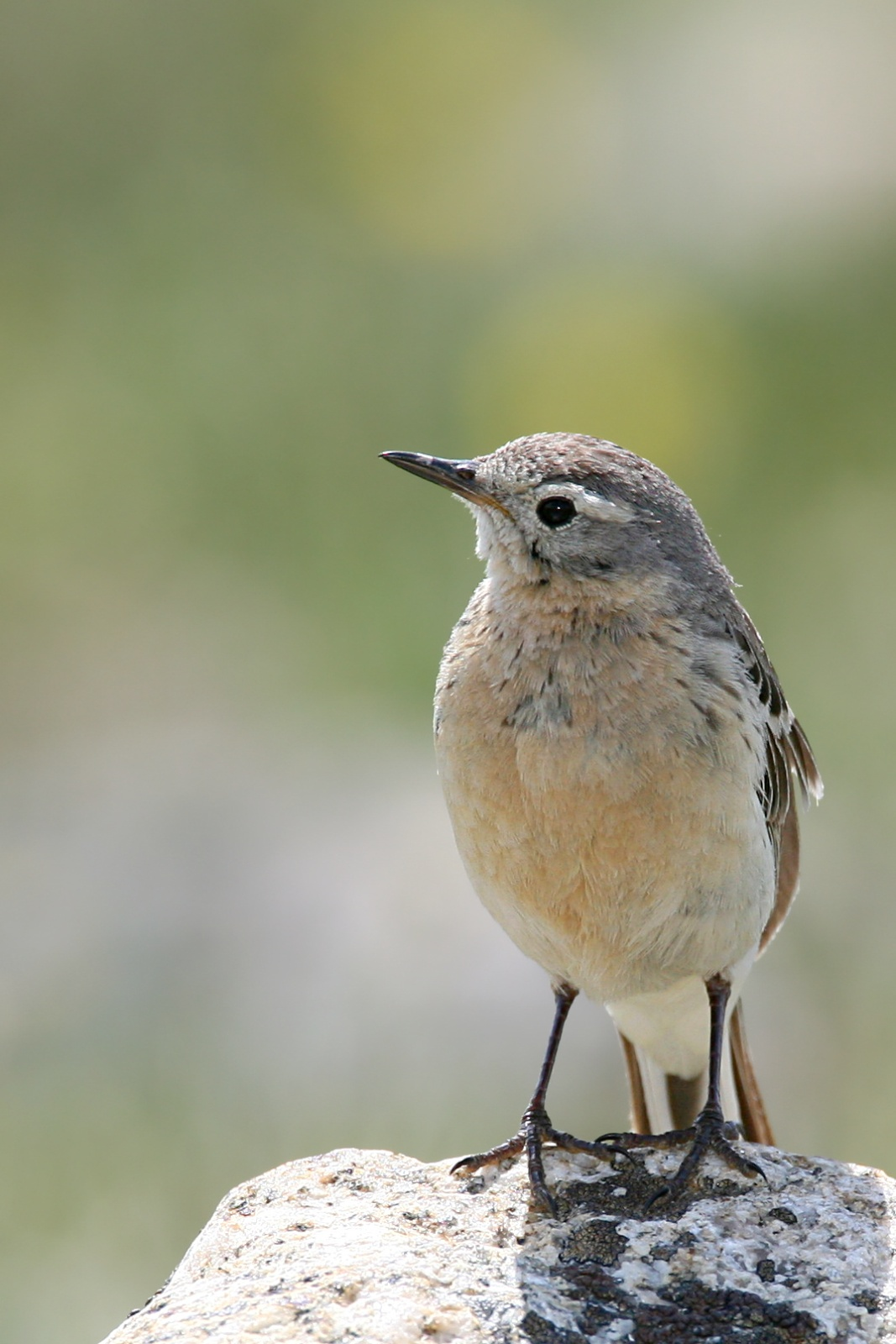
Antus rubescens.
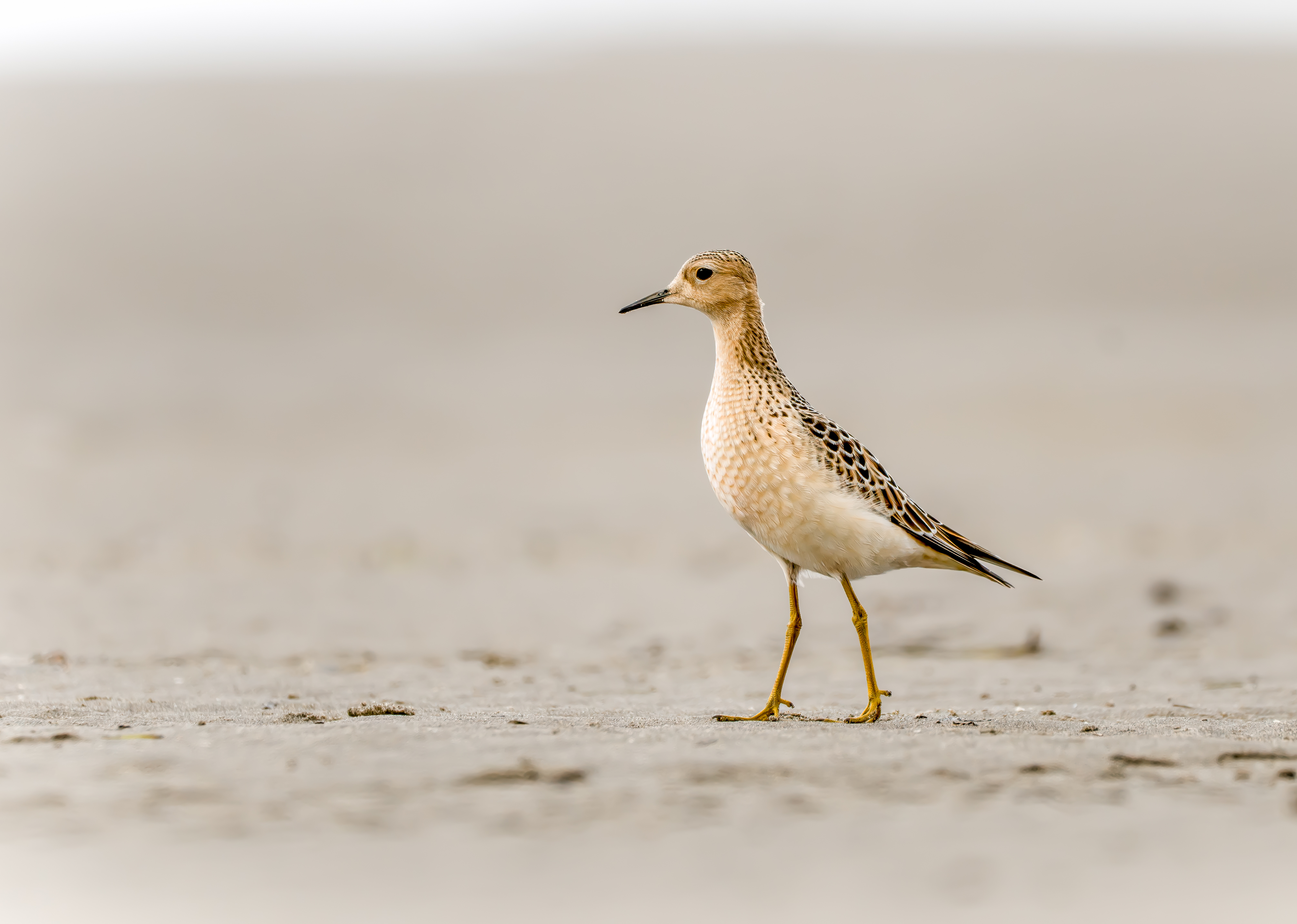
Territ rogenc.

- Camussa és el color d'alguns bolets.

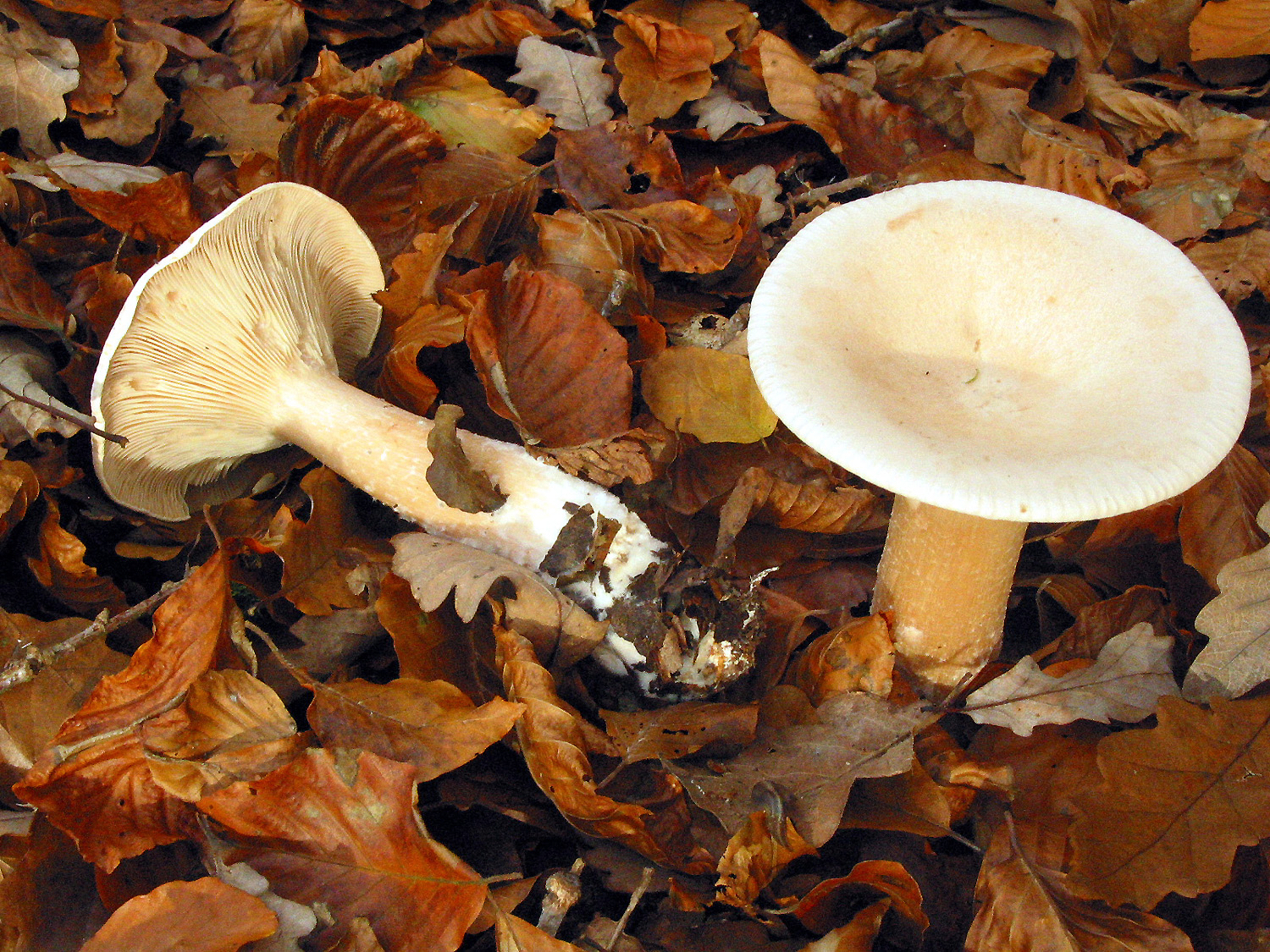
Pampa.

- Camussa també és un dels colors de les banderes dels estats Delaware i Nova Jersey dels Estats Units d'Amèrica.

Bandera de Delaware amb el rombe color camussa.
Bandera de Nova Jersey amb el camp de color camussa.